# Le Champ de courses
Le Champ de courses ou Le champ de courses. Jockeys amateurs près d'une voiture est un tableau peint par Edgar Degas entre 1876 et 1887. Il mesure 66 cm de haut sur 81 cm de large. Il est conservé au musée d'Orsay à Paris.